# Sabotage du pont international de Vanceboro
Le sabotage du pont international de Vanceboro est un attentat  perpétré le 2 février 1915 par l'allemand Werner Horn officier de réserve, consistant à détruire le pont du chemin de fer de Sainte-Croix-Vanceboro (Nouveau-Brunswick), afin d'interrompre le passage de munitions canadiennes aux États-Unis à destination de l'Angleterre.

## Histoire
Le Pont international traverse le Fleuve Sainte-Croix entre les frontières de Sainte-Croix dans la province canadienne du Nouveau-Brunswick et l'État américain du Maine. Au moment du sabotage, le pont était conjointement géré par le Canadien pacifique et le chemin de fer de la Centrale du Maine.
Le sabotage a été planifié par le maître de l'espionnage Franz von Papen et exécuté par Werner Horn. La charge de dynamite n'a pas détruit le pont mais a fait assez de dommages pour le rendre inutilisable jusqu'à ce que des réparations soient réalisées. L'explosion a fait éclater les fenêtres près des bâtiments à Sainte-Croix et Vanceboro.

## Chronologie

Franz von Papen lors du procès de Nuremberg

- Le 12 décembre 1914 : L’Allemand Von der Goltz envisage une invasion japonaise au Canada, pour entraver l'expédition de troupe et fournitures militaires, et denrées alimentaires à destination de la France.
- Le 3 janvier 1915 : Un télégramme chiffré, parti de Berlin adressé à l'ambassade d'Allemagne de Washington (référence no 357) :

« secret : Le transport des troupes japonaises à travers le Canada doit être évité à tout prix si nécessaire en faisant sauter les chemins de fer canadiens. Il est sans doute souhaitable d'employer des Irlandais à cet effet dans un premier temps car il est presque impossible pour les allemands d'entrer au Canada. Vous devriez discuter de la question avec l'attaché militaire. Le secret le plus strict est indispensable »

— Jennifer Crump, Canada Under AttackVolume 3 de Canadians at War.
- Le major-général Franz von Papen prend la décision de détruire le Canadien Pacifique. L'officier de réserve Werner Horn venu du Guatemala, connaissant parfaitement l'anglais et vivant à New York, se rend à Vanceboro, pour faire sauter le pont. Son amateurisme technique, et de la connaissance des explosifs, permet une arrestation rapide. Il avoue son forfait, mais, loyal à ses commanditaires, il refuse de dénoncer Von Papen. Les autorités canadiennes, sensibles à ses aveux spontanés, appliquent sans délai son extradition[4].

## Arrestation et emprisonnement
Horn est arrêté le 2 février 1915 à Vanceboro. Le gouvernement canadien, via l'ambassadeur britannique à Washington, fait une demande formelle d'extradition qui n'est pas honorée. En attendant, Horn est temporairement condamné à trente jours dans une prison au Maine sur une accusation d'avoir endommagé des bâtiments à Vanceboro.
Le 2 mars, il est inculpé par un grand jury fédéral à Boston pour violation des lois régissant le transport inter-États d'explosifs, transportant de la dynamite de New York à la frontière. Après une longue bataille judiciaire, il est condamné par un tribunal fédéral à Boston à une peine d'emprisonnement de dix-huit mois et à une amende de 1 000 $.
Jugé atteint de folie, il est emprisonné au pénitencier de Dorchester avant d'être renvoyé en Allemagne en 1921, n'ayant servi que 6 ans d'une peine d'emprisonnement de dix ans au Canada.